# Ельке Зоммер
Ельке Зоммер (нім. Elke Sommer; нар. 5 листопада 1940, Берлін), при народженні баронеса Ельке фон Шлец — американська акторка, модель та художниця німецького походження. Лауреатка премії «Золотий глобус» за найкращий дебют.

## Життєпис
Народилася 5 листопада 1940 року в Берліні у родині пастора. Її мати Рената фон Шлец супроводжувала її як на кіносесіях, так і в кінотеатрах.
У 1964 році одружилася з на 17 років старшим голлівудським оглядачем Джо Гаймсом. Дітей у шлюбі не мала, після чого зустрічалася з Томом Бола. 29 серпня 1993 року у Франконії одружилася з на 8 років молодшим Вольфом Волтером.
В останні роки проживає в Лос-Анджелесі (штат Каліфорнія) у США.

## Кар'єра
У 1958 році виграла конкурс Міс Вяреджо, перебуваючи там з матір'ю на відпочинку. 
З 1958 року акторка (під псевдонімом Зоммер).
У 1962 році зіграла першу роль у Голлівуді. За життя знялась у 99 фільмах. У 1964 році перебралася до США на постійне місце проживання. Найвідоміші фільми цього часу: «Постріл у темряві» (1964), «Мистецтво кохання» (1965), «Оскар» (1966), «Хлопче, я отримав неправильний номер!» (1966), «Екіпаж, що розрушає» (1968) та «Злісні мрії Паули Шульц» (1968). У кожному з цих фільмів вона грала головну жіночу роль.
У 1964 році отримала нагороду «Золотий глобус» як найперспективніша акторка-початківиця.
Протягом 1970-х Ельке Зоммер знялась у трилері «Цеппелін», а також у рімейку популярної історії про Агату Крісті «Десять маленьких індіанців». У 1972 році вона знялася у двох італійських жахастиках режисера Маріо Бава: «Барон Кров» і «Ліза та Диявол». Останній був згодом перероблений у 1975 році на інший фільм під назвою «Будинок екзорцизму». Чимало сцен було знято в Італії.
У 1975 році знялася у британській комедії «Carry On Behind».
У 1970-х знімалась головним чином у європейських фільмах. А у 1980-х зосередилась на телебаченні як ведуча програми «The Exciting World of Speed and Beauty»..
Після 1990-х Ельке Зоммер зосередилася більше на живописі, ніж на акторській майстерності. Як акторка вона працювала в 5 країнах, вивчаючи мови (говорить сімома) і зберігала зображення, які згодом втілювала на полотні. З 1966 року під псевдонімом Е. Шварц вона працює як художниця. У її творчості відчувається сильний вплив Марка Шагала.
У 2001 році їй була присвячена Золота пальмова зірка на Палм-Спрінгз, штат Каліфорнія, Алея зірок.

## Вибрана фільмографія
| Рік  |    | Українська назва          | Оригінальна назва          | Роль        |
| ---- | -- | ------------------------- | -------------------------- | ----------- |
| 1959 | ф  | Хлопці і музичний автомат | італ. Ragazzi del Juke-Box | Джулія      |
| 1960 | ф  | Крикуни перед судом       | італ. Urlatori alla sbarra | Джулія      |
| 1964 | ф  | Серед шулік               | нім. Unter Geiern          | Енні Ділман |
| 1965 | ф  | Лялечки                   | італ. Le bambole           | Улла        |
| 1966 | ф  | Оскар                     | The Oscar                  | Кей Бергдал |
| 2000 | мф | Пригоди імператора        | Emperor's New Groove       | Ізма        |